# Grand Champions Brazil 2012
Il Grand Champions Brazil 2012 è stato un torneo di tennis giocato sul cemento. È stata la 6ª edizione del Grand Champions Brazil, che fa parte dell'ATP Champions Tour, campionato riservato alle vecchie glorie del tennis mondiale.

## Partecipanti
| Nazionalità | Giocatore          |
| ----------- | ------------------ |
| Australia   | Mark Philippoussis |
| Svezia      | Thomas Enqvist     |
| Argentina   | Mariano Puerta     |
| Francia     | Fabrice Santoro    |
| Brasile     | Flávio Saretta     |
| Spagna      | Sergi Bruguera     |

- Valido per l'ATP Champions Tour

## Campione

### Singolare
Fabrice Santoro ha battuto in finale  Mark Philippoussis per 6-3, 6-4.